# Regionalverband Nordbünden
Der Regionalverband Nordbünden ist eine Körperschaft öffentlichen Rechts gemäss der Bündner Kantonalverfassung. Er ist unter allen Regionalverbänden des Kantons Graubünden mit ca. 76'000 Einwohnern, 4'700 Betrieben und Arbeitsstätten und mehr als 40'000 Arbeitnehmern der grösste und wirtschaftsstärkste.  
Er umfasst (Stand: 2010) 29 Gemeinden in den Regionen Bündner Herrschaft, Fünf Dörfer, Chur, Schanfigg und Churwaldnertal.
Zu seinen Aufgaben gehören die Koordinierung von Infrastrukturprojekten z. B. im Bereich des Verkehrs und die Förderung der Standortattraktivität der Region für Wirtschaftsunternehmen.
Die Bündner Herrschaft und die Fünf Dörfer planen auf 2012 den Austritt aus dem Regionalverband, die Gründung eines eigenen Regionalverbands und den Anschluss an die Tourismus- und Marketing-Region Heidiland. Mit Ausnahme Haldensteins stimmten alle Gemeinden der Fünf Dörfer im November 2011 dem Beitritt zum neuen Regionalverband Bündner Herrschaft / Fünf Dörfer zu.